# Hydroporus tenebrosus
Hydroporus tenebrosus är en skalbaggsart som beskrevs av Leconte 1850. Hydroporus tenebrosus ingår i släktet Hydroporus och familjen dykare. Inga underarter finns listade i Catalogue of Life.